# Slagelse Løbet 2021
Slagelse Løbet 2021 var et dansk DCU licensløb. Det 113 km lange linjeløb blev kørt den 30. maj 2021 med start og mål ved RGS Nordics arealer øst for det tidligere Stigsnæsværket. Løbet blev arrangeret af Slagelse Cykle Ring, og var det 14. eliteløb for herre A-klassen i den danske landevejssæson 2021. Det blev kørt samme dag som det danske UCI Europe Tour-løb Fyen Rundt 2021. Af den grund var der et begrænset antal ryttere til start i A-rækken, og derfor blev løbets distance ændret fra 141,6 km til 113 km, da A-rytterne skulle køre sammen med B-rytterne.
Der blev kørt fire omgange på en 28,32 km lang rundstrækning med start på Tjørnehøj Alle og mål ved industrianlægget på Askelunden 24. Herfra blev kørt på Stigsnæs, i den sydlige udkant af Skælskør og igennem Magleby.

## Resultat
| \| Samlede stilling \| Samlede stilling \| Samlede stilling \| Samlede stilling \| Samlede stilling \| \| Rytter \| Rytter \| Hold \| Tid \| \| \| ---------------- \| ---------------------- \| ---------------------- \| ---------------- \| ---------------- \| \| 1. \| Marckus Njor \| IBT-BH Carl Ras \| 2t 36' 21" \| \| \| 2. \| Frederik Erringsø \| IBT-BH Carl Ras \| + 29" \| \| \| 3. \| Mads Schelde Berg \| O.B. Wiik-Dan Stillads \| + 34" \| \| \| 4. \| Joakim Mikkel Svensson \| O.B. Wiik-Dan Stillads \| + 1' 40" \| \| \| 5. \| Kasper Due Kaspersen \| O.B. Wiik-Dan Stillads \| + 3' 00" \| \| \| 6. \| Andreas Lund Andresen \| CO:PLAY-Giant \| + 3' 01" \| \| \| 7. \| Klaus Nielsen \| Sydkysten Cycling \| + 3' 02" \| \| \| 8. \| Nicholas Thorøe-Hansen \| IBT-BH Carl Ras \| + 3' 03" \| \| |                        |                        |            |
| |                        |                        |            |
| |                        |                        |            |
| Samlede stilling |                        |                        |            |
| Rytter | Rytter                 | Hold                   | Tid        |
| 1. | Marckus Njor           | IBT-BH Carl Ras        | 2t 36' 21" |
| 2. | Frederik Erringsø      | IBT-BH Carl Ras        | + 29"      |
| 3. | Mads Schelde Berg      | O.B. Wiik-Dan Stillads | + 34"      |
| 4. | Joakim Mikkel Svensson | O.B. Wiik-Dan Stillads | + 1' 40"   |
| 5. | Kasper Due Kaspersen   | O.B. Wiik-Dan Stillads | + 3' 00"   |
| 6. | Andreas Lund Andresen  | CO:PLAY-Giant          | + 3' 01"   |
| 7. | Klaus Nielsen          | Sydkysten Cycling      | + 3' 02"   |
| 8. | Nicholas Thorøe-Hansen | IBT-BH Carl Ras        | + 3' 03"   |

## Hold og ryttere
| DCU Elite Teams (3)- O.B. Wiik-Dan Stillads - IBT-BH Carl Ras - CO:PLAY-Giant Amatørcykelhold- CT Dakwerken Eddy Stroobant Regional- og klubhold (2)- Frederiksberg Bane- og Landevejsklub - Sydkysten Cycling |
| |